# 俄罗斯联邦能源部
俄罗斯联邦能源部（Министерство энергетики Российской Федерации），俄罗斯联邦政府组成部门之一，主要负责能源政策等事务。能源部于2008年成立，为当时总统梅德韦杰夫政府改革的一部分。能源部总部位于莫斯科市，现任部长为亞歷山大·諾瓦克，2012年上任。